# 謝勒維爾 (印地安納州)
謝勒維爾（英語：Schererville）是一個位於美國印地安納州萊克縣的城鎮。

## 人口
根據2010年美國人口普查的數據，謝勒維爾的面積為39.10平方千米，當中陸地面積為39.02平方千米，而水域面積為0.08平方千米。當地共有人口29,243人，而人口密度為每平方千米748人。